# Alfred Gibbs
Alfred Gibbs (22 avril 1823 - 26 décembre 1868) est un officier de carrière dans l'armée des États-Unis (armée régulière) qui a servi en tant que brigadier général dans l'armée de l'Union pendant la guerre de Sécession (« guerre civile »).

## Résumé de sa carrière
Gibbs est diplômé de l'académie militaire de West Point de la promotion 1846, sert et est blessé à deux reprises lors de la guerre américano-mexicaine et est de nouveau blessé par les Apaches au cours d'un service frontalier en 1857. Sa carrière d'avant-guerre est réalisée dans la cavalerie. Pendant la guerre de Sécession, Gibbs commande le seul régiment de volontaires de l'Union qui est converti entièrement à partir d'un régiment d'infanterie en un régiment de cavalerie : Le 130th New York Infantry est converti en 1st Regiment New York Dragoons.
Après la conversion du régiment de Gibbs en régiment de cavalerie en août 1863, il est souvent affecté à un commandement d'une brigade de cavalerie et brièvement au commandement d'une division de cavalerie. Il est nommé brigadier général des volontaires à compter de la date de la bataille de Cedar Creek, le 19 octobre 1864, et reçoit de manière permanente le commandement d'une brigade en décembre 1864. Il reçoit trois brevets de général pour service méritoire lors de trois des principales batailles, Trevilian Station, Opequon ou troisième bataille de Winchester et Five Forks.
En tant que commandant d'un régiment d'infanterie, Gibbs participe à la défense réussie de Suffolk, Virginie et de Norfolk, en Virginie, en avril et au début mai 1863, lorsque les forces confédérées sous les ordres du lieutenant général James Longstreet tentent de reprendre ces lieux clés. Il conduit sa brigade ou son régiment dans les grandes batailles de la campagne de l'Overland et le raid du major général Philip Sheridan qui aboutit à la bataille de Yellow Tavern. Sa brigade et la division sont détachées de l'armée du Potomac peu après le début du siège de Petersburg afin de servir avec Sheridan dans toutes les batailles des campagnes de la vallée de la Shenandoah de 1864. Lui et sa brigade retournent à Petersburg avec Sheridan le 26 mars 1865 et jouent un grand rôle dans les principales batailles de Dinwiddie Cour House et Five Forks, ce qui aboutit à la rupture des lignes de la Confédération et à la fuite de l'armée de Virginie du Nord confédérée sous le commandement du général Robert E. Lee, de Petersburg et Richmond, en Virginie. Sa brigade et la division, sous le commandement de brigadier général Thomas C. Devin et du commandement d'ensemble du major général Sheridan, se joignent à la poursuite de l'armée de Virginie du Nord lors de la campagne d'Appomattox qui s'ensuit, et sont engagées notamment à la bataille de Sayler's Creek (parfois indiquée comme « Sailor's Creek »). Gibbs est présent lors de la capitulation de l'armée de Virginie du Nord à Appomattox Court House, le 9 avril 1865.
Gibbs reste dans l'armée régulière, comme commandant dans le 7th U.S. Cavalry après la guerre. Gibbs sert comme commandant du poste de fort Harker, au Kansas à quatre occasions de janvier 1867 à décembre 1868. Son service antérieur apparemment a pesé sur sa santé parce qu'il meurt d'une « congestion cérébrale », le 26 décembre 1868, à l'âge de 45 ans.

## Avant la guerre
Gibbs naît dans la propriété de son père, maintenant dans Astoria, Long Island, New York. Il est le fils du minéralogiste, le colonel George Gibbs et petit-fils d'Oliver Wolcott Jr, le secrétaire au Trésor dans les administrations des présidents George Washington et John Adams. Ses grands frères sont George Gibbs et Oliver Wolcott Gibbs.
Gibbs va à l'école de White Plains, New York et au Dartmouth College avant il d'être nommé à l'académie militaire de West Point, New York. Il est diplômé de West Point, quarante-deuxième sur cinquante-neuf cadets de la promotion 1846. Une seule référence citée ci-dessous mentionne Gibbs comme étant marié ou ayant des enfants. Une généalogie privée de Gibbs publiée en 1933 montre que Gibbs est marié et a deux fils. Il épouse Peggy Forshee Blair de Richmond, en Virginie, le 27 décembre 1855. Ils ont deux fils : Alfred Wolcott Gibbs (1856-1922), un ingénieur en mécanique ferroviaire, et le Dr John Blair Gibbs (1858–1898), d'un assistant-chirurgien de la marine des États-Unis.

## Guerre américano-mexicaine; service sur la frontière
Après Gibbs est diplômé de l'académie militaire en 1846, il est affecté au régiment de fusiliers à cheval et sert lors de la guerre américano-mexicaine au cours de laquelle il est blessé. Il reçoit un brevet de premier lieutenant et un de capitaine pour acte de bravoure. En 1847, il sert dans l'armée de l'occupation dans la ville de Mexico et devient l'un des membres originaux de l'Aztec Club of 1847.
Après la fin de la guerre, il sert comme aide-de-camp du brigadier général Persifor F. Smith jusqu'en 1856.
De 1856 jusqu'au début de la guerre de Sécession, Gibbs est en service sur la frontière avec sa troupe de Mounted Rifles. Il est blessé lors d'une escarmouche contre les Apaches à Cooke's Spring, au Nouveau-Mexique, en 1857.

## Guerre de Sécession

### Mesilla, San Agustin Springs
Au début de la guerre de Sécession, Gibbs est premier lieutenant dans régiment de fusiliers à cheval de l'armée des États-Unis (armée régulière). Gibbs est fait prisonnier après avoir mené dix hommes (tout ce qui restait de sa compagnie I du régiment de fusiliers à cheval) conduisant un troupeau de cent têtes de bétail de fort Craig. Il s'arrête pour faire abreuver le troupeau à San Agustin Springs, Nouveau-Mexique. Lui et ses soldats sont avec les forces de l'Union que le commandant Isaac Lynde (7th U.S. Infantry) se rend aux forces confédérées du Texas sous le commandement du lieutenant-colonel John R. Baylor lors de la retraite des forces de l'armée des États-Unis fidèles à l'Union de fort Fillmore, au Nouveau-Mexique. Gibbs est libéré sur parole, mais non échangé avant le 7 août 1862. Dans l'intervalle, le 3 août 1861, il est promu capitaine dans le 3rd U.S. Cavalry. Gibbs est le commandant du fort Wayne, à Detroit, dans le Michigan, entre décembre 1861 et août 1862, tout en servant lors de sa libération sur parole. Peu de temps après son échange, le 6 septembre 1862, Gibbs est nommé colonel du 130th New York Volunteer Infantry. Le régiment a été organisé à Portage, dans l'État de New York, en août 1862.

### Suffolk, Péninsule, Bristoe, Mine Run
Le régiment de Gibbs est envoyé de Portage à Suffolk, en Virginie et arrive le 13 septembre 1862. Leur position à Suffolk est située à 11 kilomètres (18 miles) au sud-ouest de Norfolk, en Virginie, récemment reprise par les forces de l'Union, à la jonction de deux chemins de fer. L'emplacement couvre l'accès terrestre à Norfolk et l'accès côtier. Gibbs rejoint le régiment, peu après son arrivée à Suffolk. Le département est commandé par le major général John A. Dix du fort Monroe et les forces dans la région de Suffolk sont commandées par le major général John J. Peck.
Après la construction de fortifications, l'entraînement et la marche à partir de Suffolk pour plusieurs expéditions, le régiment est engagé lors de la bataille de Deserted House, ou bataille de Kelly's Store le 30 janvier 1863. le général Michael Corcoran a le commandement de la force d'environ 8 000 hommes et des trois batteries de l'artillerie, soit un total de 14 canons, avec le colonel de Gibbs au commandement de neuf régiments d'infanterie et le colonel Samuel P. Spear au commandement de la 11th Pennsylvania Cavalry. Au cours d'un duel d'artillerie de trois heures, le 130th New York Infantry perd 7 hommes tués, 20 blessés et 2 disparus. Le général Corcoran se brouille avec le colonel Gibbs à propos de la disposition des troupes et le place aux arrêts. Néanmoins, il s'avère rapidement que Gibbs avait raison, lorsque la propre brigade de Corcoran rompt et court sous le feu de l'artillerie. Alors que Corcoran quitte le terrain pour essayer de réorganiser sa brigade, trois régiments décident de charger les confédérés de leur propre initiative. Bien qu'aux arrêts et sans cheval et sans pistolet, Gibbs attrape un drapeau et mène la charge. Le 130th New York Infantry repousse les confédérés à travers le bois adjacent lorsque Corcoran réapparaît et interrompt l'avance. La bataille se termine avec les confédérés sous les ordres du brigadier général Roger Pryor chassés du terrain.
Les confédérés sous les ordres du lieutenant général James Longstreet tentent de récupérer Suffolk et Norfolk, mais après le siège des forces de l'Union fortifiées du 11 avril 1863 au 3 mai 1863, les confédérés se retirent. Le brigadier général Dwight Henry Terry commande maintenant la brigade et le 17 avril 1863, il envoie six compagnies du 130th New York Infantry pour déterminer pourquoi les confédérés ont cessé de tirer. Lorsque les confédérés reprennent le feu, le régiment perd un tué et cinq blessés. Les confédérés lèvent le siège le 3 mai 1863. La brigade participe à la campagne de la Péninsule avortée du major général Erasmus Keyes est vers Richmond, entre le 13 juin 1863 et le 12 juillet 1863, tandis que l'armée de Virginie du Nord est engagée dans la campagne de Gettysburg.
Le 11 août 1863, ce régiment est réorganisé en tant que troupe montée nommée le 1st New York Dragoons, aussi connu et assez souvent mentionné dans les rapports et les sources comme le 19th New York Volunteer Cavalry Regiment. Le régiment est entraîné à Manassas et garde la ligne du chemin de fer d'Orange et Alexandria jusqu'en novembre 1863. Le régiment participe également à la campagne de Bristoe de septembre 1863 à novembre 1863. Les archives officielles de l'armée de l'Union montrent un ordre de bataille pour le 31 août 1863, dans lequel le 19th New York Cavalry est affecté au quartier général du corps de cavalerie de l'armée du Potomac, que le major général Alfred Pleasonton commande. Plus tard, le régiment fait partie de la brigade de cavalerie de réserve de l'armée du Potomac (« Brigade de Réserve ») commandée par brigadier général Wesley Merritt quand il n'est pas sous le commandement de Gibbs. Le 19th New York Cavalry, le 6th Pennsylvania Cavalry, et les 1st, 2nd, 5th et 6th U.S. Cavalry composent brigade, qui est parfois appelée la « brigade régulière »,.
À compter du 12 août 1863, Gibbs est affecté par intermittence au commandement d'une brigade temporaire, et, brièvement d'une division, du corps de cavalerie de l'armée du Potomac et de l'armée de la Shenandoah jusqu'à la fin de la guerre. Gibbs assume le commandement de la brigade de réserve, gardant les trains entre le 12 août 1863 et le 12 septembre 1863 et, après le commandement de Merritt lors de la campagne de Bristoe, Gibbs reprend le commandement de la brigade entre le 21 novembre 1863 et le 10 avril 1864. Bowen, l'un des hommes de Gibbs, déclare que Gibbs a le commandement de la brigade lorsque le régiment est engagé dans la bataille de Manassas Junction au cours de la campagne de Bristoe le 17 octobre 1863. Le régiment subit 3 tués, 3 blessés, 1 prisonnier et plusieurs blessés de chute de cheval. La brigade garde un train d'approvisionnement au cours de la campagne de Mine Run en décembre 1863. Après avoir fait un long service de piquet, de reconnaissance et de garde des trains, le régiment entre en quartiers d'hiver à Mitchell's Station, en Virginie, le 27 décembre 1863.

### Campagne de l'Overland; Trevilian Station
Alors que les préparatifs commencent pour la campagne de l'Overland, la brigade de réserve fait partie de la première division du corps de cavalerie de l'armée du Potomac sous les ordres du nouveau chef de corps, le major général Philip Sheridan, qui est nommé le 4 avril 1864[,,. Le commandement de la brigade de réserve est transféré au brigadier général Wesley Merritt du 10 avril 1864 jusqu'à la bataille de la Wilderness, 5-6 mai 1864, et Gibbs reprend le commandement du 19th New York Cavalry (1st New York Dragoons),. Puis, le 7 mai 1864, Merritt doit prendre le commandement de la première division du corps de cavalerie à laquelle la brigade de réserve est affectée en raison d'une opération d'urgence de son commandant, le brigadier général Alfred T. A. Torbert, à qui on doit supprimer un abcès douloureux de sa colonne vertébrale. Gibbs prend de nouveau le commandement de la brigade de réserve, qui fait un service difficile à la bataille de Todd's Tavern,. Lors de ces batailles, Merritt mène la première division du corps de cavalerie et Gibbs a le commandement de la brigade de réserve (qui est la troisième brigade sur trois dans la division).
Alors que la bataille de la Wilderness se termine, le commandant de l'armée de Virginie du Nord, le général Robert E. Lee, prévoit le mouvement de l'armée de l'Union du général en chef, le lieutenant général Ulysses S. Grant vers le sud et l'ouest. Lee envoie la cavalerie bloquer les routes en direction de Spotsylvania Court House, en Virginie, près de Todd's Tavern, à environ un kilomètre six cents (un mile) de la lisière du champ de bataille de la Wilderness. Todd's Tavern et la Brock Road, qui sont abandonnées le 6 mai, doivent être reprises par les forces de l'Union le 7 mai. Le combat à et près de la taverne devient le plus gros combat de cavalerie démontée de la guerre. Les première et deuxième brigades de la première division de cavalerie de l'armée du Potomac repoussent les forces confédérées du brigadier général John Gregg vers le sud à travers la rivière Po et les forces du major général Fitzhugh Lee retournent à Todd's Tavern. Dans l'après-midi, Sheridan engage la brigade de réserve, alors sous les ordres de Gibbs, dans la bataille. Gibbs ordonne au 6th Pennsylvania Cavalry de sonder la ligne de Fitzhugh Lee et de mettre pied à terre et aux autres régiments de mettre pied à terre et de repousser les confédérés. Lorsque la nuit tombe, Lee et ses hommes ont été repoussés si loin au sud que la Brock Road est ouverte pour une utilisation immédiate par Grant et Meade. La brigade de Gibbs perd la majorité des 154 victimes de l'Union. La plupart d'entre eux sont dans son propre régiment, qui subit plus de 80 pertes, le plus grand nombre de victimes de toutes les régiments montés de l'Union dans un seul engagement,.
Après que l'infanterie confédérée a battu l'infanterie de l'Union à Spotsylvania Court House, Sheridan est autorisé à effectuer un raid en direction de Richmond afin de faire partir la cavalerie confédérée, et d'agir contre elle. Le commandant du corps de cavalerie confédérée, le major généralJ. E. B. Stuart apprend le départ de Sheridan en quelques heures, et poursuit avec les plus de 10 000 cavaliers de l'Union avec moins de 5 000 troupes de façon à laisser de la cavalerie en soutien au général Robert E. Lee. Le 11 mai 1864, Stuart rattrape Sheridan à Yellow Tavern, à dix kilomètres (six miles) au nord de Richmond et provoque un engagement général. La brigade du colonel Thomas C. Devin assistée par la brigade de Gibbs, tient le Brook Turnpike, tandis que d'autres unités, y compris la brigade de George Armstrong Custer combattent les forces de Stuart. Stuart est mortellement blessé par un des hommes de Custer, selon Longacre, et meurt le lendemain,.
Le 24 mai 1864, la force de Sheridan retourne vers l'armée du Potomac et juste avant la bataille de Cold Harbor, 26 mai-3 juin 1864, Torbert reprend le commandement de la division, Merritt le commandement de la brigade de réserve et Gibbs le commandement du 19th New York Volunteer Cavalry. Ils sont engagés dans les batailles préliminaires sanglantes à la bataille de Haw's Shop et à la bataille d'Old Church ou la bataille de Matadequin Creek. Ensuite, ils prennent les positions confédérées à Cold Harbor, les tiennent face à une contre-attaque et les remettent à l'infanterie le 1er juin 1864.
Gibbs et son régiment combattent avec distinction sous les ordres du major général Sheridan à la bataille de Trevilian Station, le 11 et 12 juin 1864, faisant partie d'une opération de diversion par Sheridan contre le chemin de fer de Virginie centrale lors du transfert dissimulé par le lieutenant général de l'Union de ses forces de lignes après la bataille de Cold Harbor vers la rive sud de la James River dans un effort pour prendre Petersburg et de Richmond, alors qu'elles sont seulement légèrement défendues. Torbert et Merritt restent respectivement au commandement de la première division et de la brigade de réserve, au cours du raid de Sheridan contre Trevilian. La bataille de Trevilian Station est la plus grosse bataille de cavalerie de la guerre de Sécession et elle aboutit à une victoire de la cavalerie confédérée sous le commandement du major général Wade Hampton. Les forces confédérées contre-attaquent la brigade de réserve tôt le 11 juin 1864 après que l'attaque des éléments de cette brigade contre les piquets avancés confédérés. Gibbs fait monter rapidement ses hommes qui laissent leur petit-déjeuner inachevé et les envoie dans la bataille. Les confédérés tuent et blessent plusieurs des soldats de la cavalerie de l'Union et font plusieurs autres prisonniers, dont le lieutenant-colonel Thorp du 19th New York Cavalry (1st New York Dragoons). Plus tard, la brigade de Merritt doit ouvrir son chemin à travers la résistance confédérée pour libérer la brigade de Custer, qui s'est faite encercler. Bien que la brigade de réserve parviennent jusqu'à Custer, Custer perd 22 % de ses hommes ce jour-là, la plupart d'entre eux disparus ou capturés. Après huit heures de combat sur une chaude journée sans nourriture et sans boisson, Gibbs a une insolation et doit quitter le terrain. Les forces de l'Union subissent de lourdes pertes à nouveau le 12 juin 1864 et font marche arrière, sans atteindre leurs objectifs de faire d'importants dégâts aux chemin de fer de Virginie centrale et faire la jonction avec le major général de l'Union David Hunter et revenir avec sa force vers l'armée du Potomac.
Après une période de repos, la brigade prend part à la bataille de Darbytown Road les 27 et 28 juillet 1864, lorsqu'elle est attaquée alors qu'elle est démontée par trois brigades d'infanterie confédérée. Puis elle marche vers les lignes de Petersburg à temps pour assister à la bataille du Cratère.

### Vallée de la Shenandoah
La brigade de Gibbs est transférée dans la vallée de la Shenandoah pour servir sous les ordres de Sheridan à compter du 6 août 1864,. À partir de cette date, il est avec Sheridan lors de toutes les batailles de la campagne de la vallée de la Shenandoah de 1864. Gibbs commande la brigade de réserve entre le 6 août 1864 et le 8 septembre 1864, son régiment entre le 9 septembre 1864 et le 8 décembre 1864 alors qu'il est avec la deuxième brigade, la brigade de réserve entre le 13 et le 30 décembre 1864, la division entre le 30 décembre 1864, et le 15 janvier 1865, la brigade entre le 15 et le 18 janvier 1865 et après un court congé entre le 19 janvier, et le 5 février 1865, la division entre le 5 et 10 février 1865 et la brigade entre le 10 février et le 25 mars 1865,,,. Cullum (1891) stipule que Gibbs a pris un court congé après sa promotion au grade de brigadier général, ce qui apparaît entre le 19 janvier, et le 5 février 1865. Gibbs est promu brigadier général des volontaires des États-Unis à compter de la date de la bataille décisive de Cedar Creek de la campagne de la vallée de 1864, en Virginie, le 19 octobre 1864, mais cette promotion ne prend pas effet avant le 8 décembre 1864, après avoir été confirmée et communiquée,. Gibbs démissionne en tant que colonel du 19th New York Cavaly, le 8 décembre 1864 lorsque sa promotion de brigadier général est officielle.
Le 11 août 1864, le 19th New York Cavalry rencontre toute une division de la force du lieutenant général confédéré Jubal Early, sous les ordres du major général John B. Gordon à la bataille de Newtown. Le régiment réduit, armé avec des fusils Spencer à répétition 7 coups retient les confédérés jusqu'à ce qu'il soit renforcé par le reste de la brigade. Il subit 29 tués et grièvement blessés et plusieurs sont tombés en raison d'une insolation. Le 13 août 1864, les forces de guérilla confédérées sous les ordres du colonel John S. Mosby détruisent 75 wagons de la brigade et capturent 200 prisonniers, y compris quelques-uns des hommes du 19th New York Cavalry. À la bataille de Shepherdstown, près de Leetown et Kearneysville, le 24 août 1864, Custer vient au secours du 19th New York Cavalry (1er New York Dragons) surpris et presque encerclé, comme il avait été aidé par leur brigade à Trevilian Station. La brigade et celle de Custer livrent deux autres engagement plus virulents, à Smithtown les 28 et 29 août 1864.
Le 9 septembre 1864, le 19th New York Cavalry est transféré dans la deuxième brigade du brigadier général Thomas C. Devin. Les volontaires se félicitent de ce transfert parce que les soldats des régiments de réguliers ont fui le champ à plus d'une occasion, et semblent toujours obtenir le bénéfice immérité pour les actions gagnées ou portées par les volontaires, comme l'observent Bowen et d'autres écrivains des rangs des volontaires comme le capitaine R. A. Britton, qui est cité par Bowen. Le 19 septembre 1864, les forces de Sheridan attaquent les forces d'Early à la bataille de Opequon ou troisième bataille de Winchester. Le 19th New York Cavalry frappe les avant-postes confédérés sur l'Opequon Creek à Sewer's Ford, à environ onze kilomètres (sept miles) au nord-est de Winchester, en Virginie. Le capitaine Alexander K. Thorp, frère du lieutenant-colonel du régiment Thomas Thorp, qui avait été fait prisonnier à Trevilian Station, est tué au début de cette bataille. À un moment clé dans la bataille, Devin envoie toute sa division charger la ligne de bataille de l'infanterie confédérée, infligeant un grand nombre de victimes, y compris en faisant de nombreux prisonniers. Devin écrit que Gibbs a mené son régiment dans un style vaillant. Les charges de cavalerie mettent en fuite le reste de l'infanterie confédéré e.
Après sa promotion au grade de brigadier général en décembre 1864, Gibbs prend le commandement de la brigade de réserve, qui devient la troisième brigade de la première division du corps de cavalerie de l'armée de la Shenandoah, sous les ordres du brigadier général Wesley Merritt jusqu'à la promotion de Merritt en tant que chef d'état-major de Sheridan en février 1865. La division est sous le commandement du brigadier général Thomas Devin. Gibbs mène la brigade lors du raid de Sheridan contre le chemin de fer de Virginie centrale, le chemin de fer de Richmond et Danville et le canal de la James River entre le 27 février 1865 et le 20 mars 1865, y compris dans les actions contre les ponts du North Anna et du South Anna les 14 et 15 mars 1865.

### Petersburg; Appomattox
Gibbs commande la brigade après la réaffectation de la division au corps de cavalerie de l'armée du Potomac entre le 25 mars et le 25 mai 1865. La brigade de Gibbs retourne au siège de Petersburg avec Sheridan le 26 mars 1865,. La brigade comprend le 1st, 5th et 6th U.S. Cavalry, le 2nd Massachusetts Cavalry et le 6th Pennsylvania cavalry (6 compagnies).
Le 31 mars 1865, le lieutenant général Grant place la général Sheridan au commandement du Ve corps de gouverneur Warren de l'armée du Potomac et de l'ensemble de la cavalerie. Les deux divisions de cavalerie de l'armée de la Shenandoah dans le corps de cavalerie sont sous le commandement du brigadier général Wesley Merritt. Gibbs commande la troisième brigade de la première division sous le commandement de brigadier général Thomas Devin. La troisième division de ce corps est sous le commandement du brigadier général George Custer. La deuxième division de l'armée du Potomac est sous le commandement du major général George Crook. Deux brigades de cavalerie de la division de cavalerie de l'armée de la James, sous le commandement du brigadier général Ranald S. Mackenzie, sont également sous le commandement global de Sheridan.
La cavalerie de Merritt, y compris la division de Devin qui inclut la brigade de Gibbs, joue un rôle important dans le quasi-encerclement par l'armée de l'Union de l'armée de Virginie du Nord confédérée et de l'étirement de leurs lignes jusqu'au point de rupture, dans les derniers jours du siège de Petersburg,. La brigade combat lors de la bataille de Dinwiddie Court House le 29 mars 1865 et dans l'action qui force les confédérés à abandonner leurs défenses de Petersburg et de Richmond, en Virginie, à la bataille des Five Forks le 1er avril 1865,. À la bataille de Dinwiddie Court House, les brigades de Gibbs et de John Irvin Gregg sont mises en réserve jusqu'à 4:00 quand elles se combattent lors d'une action de deux heures pour contenir la progression du major général confédéré George E. Pickett vers Dinwiddie Court House. Ils rallient ensuite la brigade de Custer la brigade à environ un kilomètre deux cents (trois-quarts de mile) de Dinwiddie. Pickett ne parvient pas à réaliser une percée avant que la tombée de la nuit stoppe la bataille. Les deux armées se concentrent sur les défenses, le 31 mars. Tôt le 1er avril, Pickett apprend que les renforts d'infanterie de l'Union arrivent, aussi il retire ses forces vers le nord, vers Five Forks, que Lee lui a ordonné de tenir à tout prix. La cavalerie de Devin, y compris la brigade de Gibbs, frappe le front de la défense de Pickett, le 1er avril 1864 alors que la division d'infanterie du brigadier général Romeyn B. Ayres du Ve corps frappe le flanc gauche et la brigade de cavalerie du brigadier général Custer attaque le flanc droit. L'attaque aboutit à l'effondrement de la position de Pickett et oblige les confédérés à abandonner Petersburg et Richmond.
Un corps d'infanterie supplémentaire et la cavalerie l'accompagnant sont placés sous le commandement de Sheridan lors de la campagne d'Appomattox. La brigade de Gibbs combat à la bataille de Sayler's Creek, en Virginie, le 6 avril 1865, trois jours avant la capitulation de l'armée de Virginie du Nord par le général Robert E. Lee à Appomattox Court House, en Virginie, le 9 avril 1865, où Gibbs est présent,,,.
La première division de cavalerie de Devin est la troisième division après le major général Meade et son état-major, et le général Merritt et son état-major à marcher lors de la grande revue à Washington le 23 mai 1865. La brigade de Gibbs défile en premier dans la division. Seuls les régiments de volontaires marchent lors de la revue avec Gibbs. Le 5th U.S. Cavalry défile en tant qu'escorte de l'état-major du major général Merritt. L'ancien régiment de Gibb, le 19th New York Cavalry (1st New York Dragoons) défile avec la prochaine brigade sous les ordres de leur dernier commandant de brigade, le Colonel C. L. Fitzhugh.

## Après la guerre
Gibbs commande la première brigade de cavalerie de la division militaire du Golfe, entre le 20 août et 17 octobre 1865 et la première division entre le 17 octobre et le 15 décembre 1865. Il quitte le service actif des volontaires le 1er février 1866 et devient commandant dans le 7th U.S. Cavalry.
Le 13 janvier 1866, le président Andrew Johnson propose Gibbs pour l'attribution d'un brevet honoraire de major-général, des volontaires des États-Unis, avec une date de prise de rang du 13 mars 1865, et le sénat confirme la nomination le 12 mars 1866. Le 17 juillet 1866, le président Johnson nomme Gibbs pour l'attribution d'un brevet honoraire de major-général, de l'armée des États-Unis (armée régulière), avec une date de prise de rang du 13 mars 1865, et le sénat confirme la nomination du 23 juillet 1866. Gibbs reçoit son brevet pour le service à la bataille de Trevilian Station, la troisième bataille de Winchester et la bataille des Five Forks.
Gibbs reste dans l'armée régulière à la suite de la guerre. Après un congé entre le 15 janvier et le 30 avril 1866 et en service de recrutement entre le 30 avril 1866 et le 30 septembre 1866, il sert dans différents forts autour du Kansas, étant transféré 9 fois en 14 mois.
Il meurt en service actif en tant que commandant dans le 7th U.S. Cavalry à fort Leavenworth, au Kansas d'une « congestion cérébrale », le 26 décembre 1868,. Alfred Gibbs est enterré dans le cimetière épiscopal de Saint Mary de Portsmouth, au Rhode Island.
Le fils de Gibbs, chirurgien adjoint par intérim John Blair Gibbs (n. 1858), est tué au combat à Guantanamo Bay, à Cuba le 12 juin 1898. Il est enterré à côté de son père. Un autre fils, Alfred W. Gibbs est un ingénieur en mécanique.